# محطة الدار البيضاء الميناء
محطة الدار البيضاء الميناء (بالفرنسية: Gare de Casa-Port) هي محطة تابعة للمكتب الوطني للسكك الحديدية (ONCF) وثاني محطة رئيسية للقطار في مدينة الدار البيضاء المغربية. توجد المحطة بالقرب ميناء الدار البيضاء، وتخدم خطوط الضواحي والإقليم والمسافات الطويلة، إلى جانب محطة الدار البيضاء المسافرين.

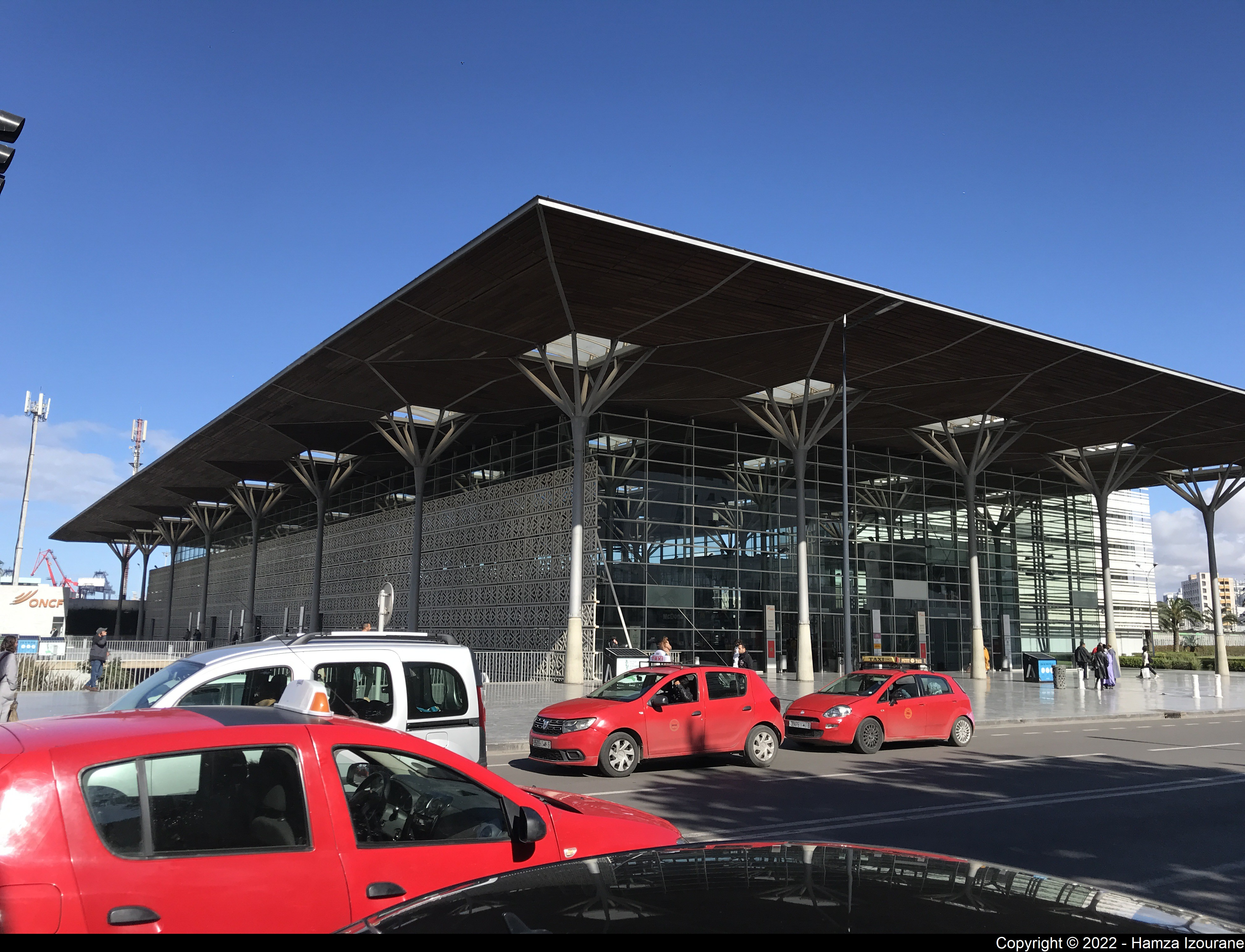
محطة الدار البيضاء الميناء

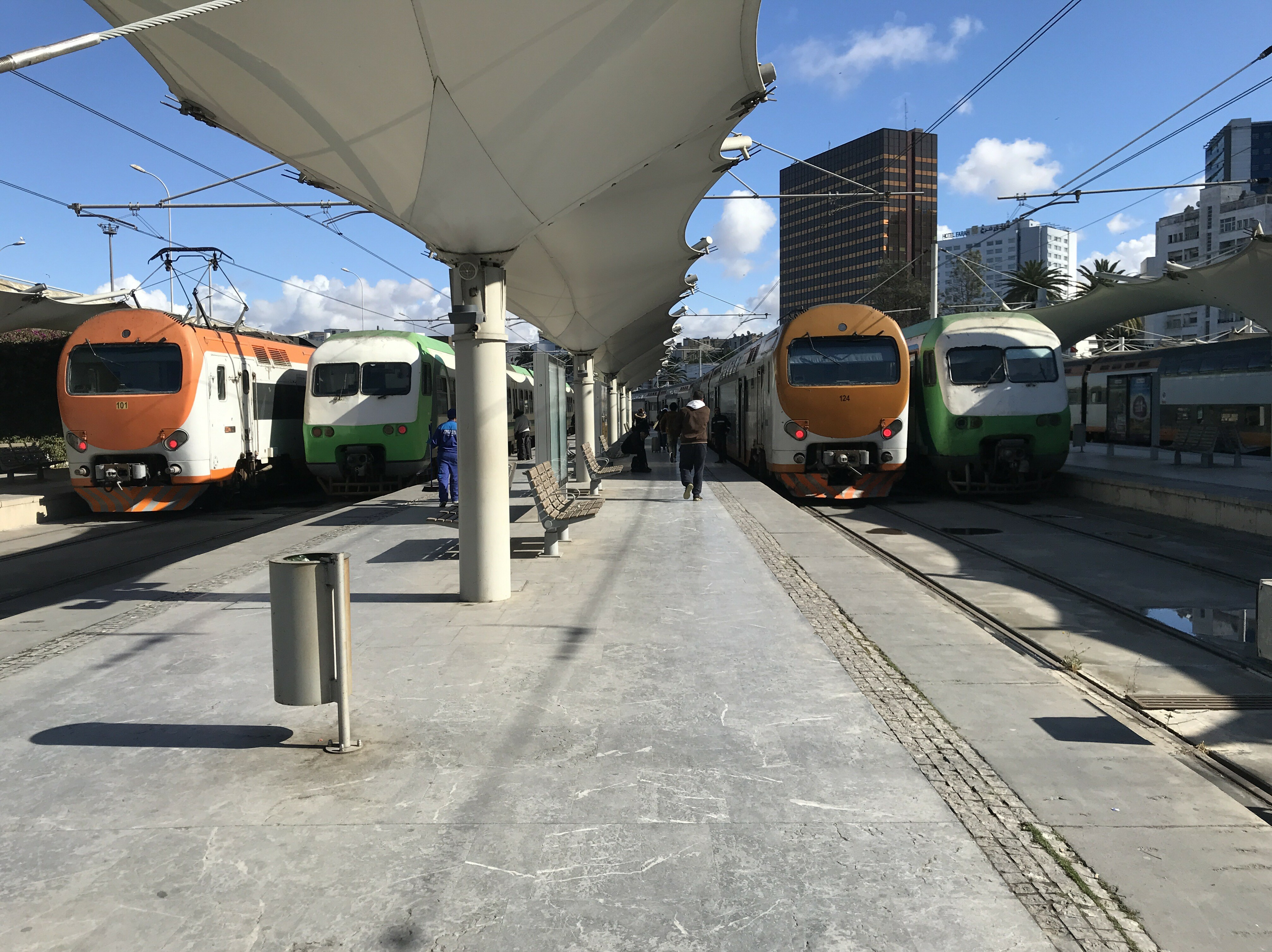
القطارات المكوكية السريعة TNR في محطة الدار البيضاء الميناء

## تخطيط
محطة الدار البيضاء الميناء هي محطة نهائية ذات ست سكك وأربعة أرصفة. ومن الأكثر ملاحظة أنها يخدمها القطار المكوكي السريع من الدار البيضاء إلى القنيطرة عن طريق الرباط.

## ولوج بنقل محلي
يمكن الولوج إلى المحطة عن طريق الطاكسي الصغير وتبعد عن المحطة في ساحة الأمم المتحدة على الخط الأول للطرامواي بمسافة حوالي 900 متر.